# Notre-Dame de Chiquinquirá

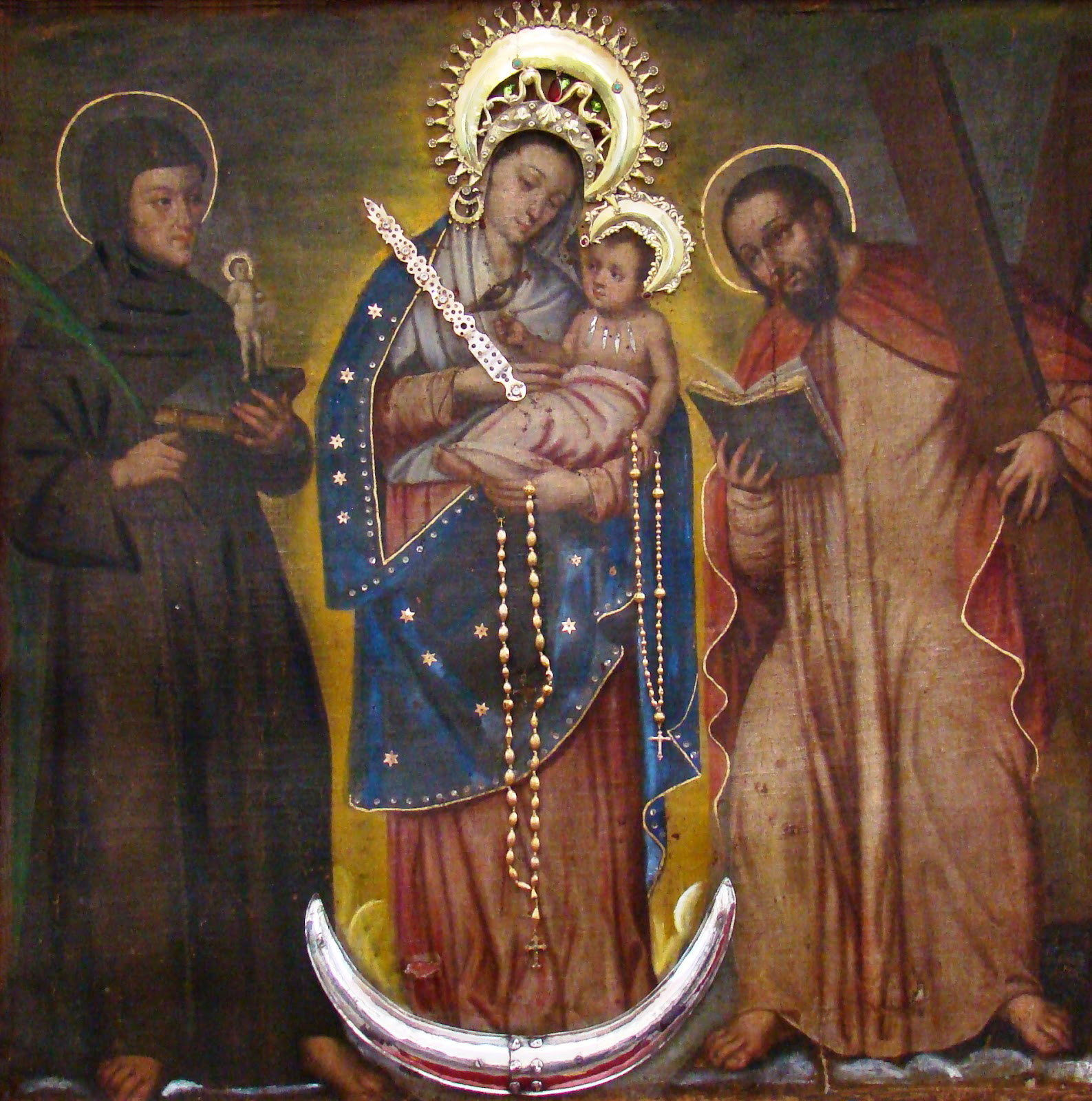
Notre Dame de Chiquinquirá entourée de saint Antoine de Padoue (à gauche) et saint André (à droite).

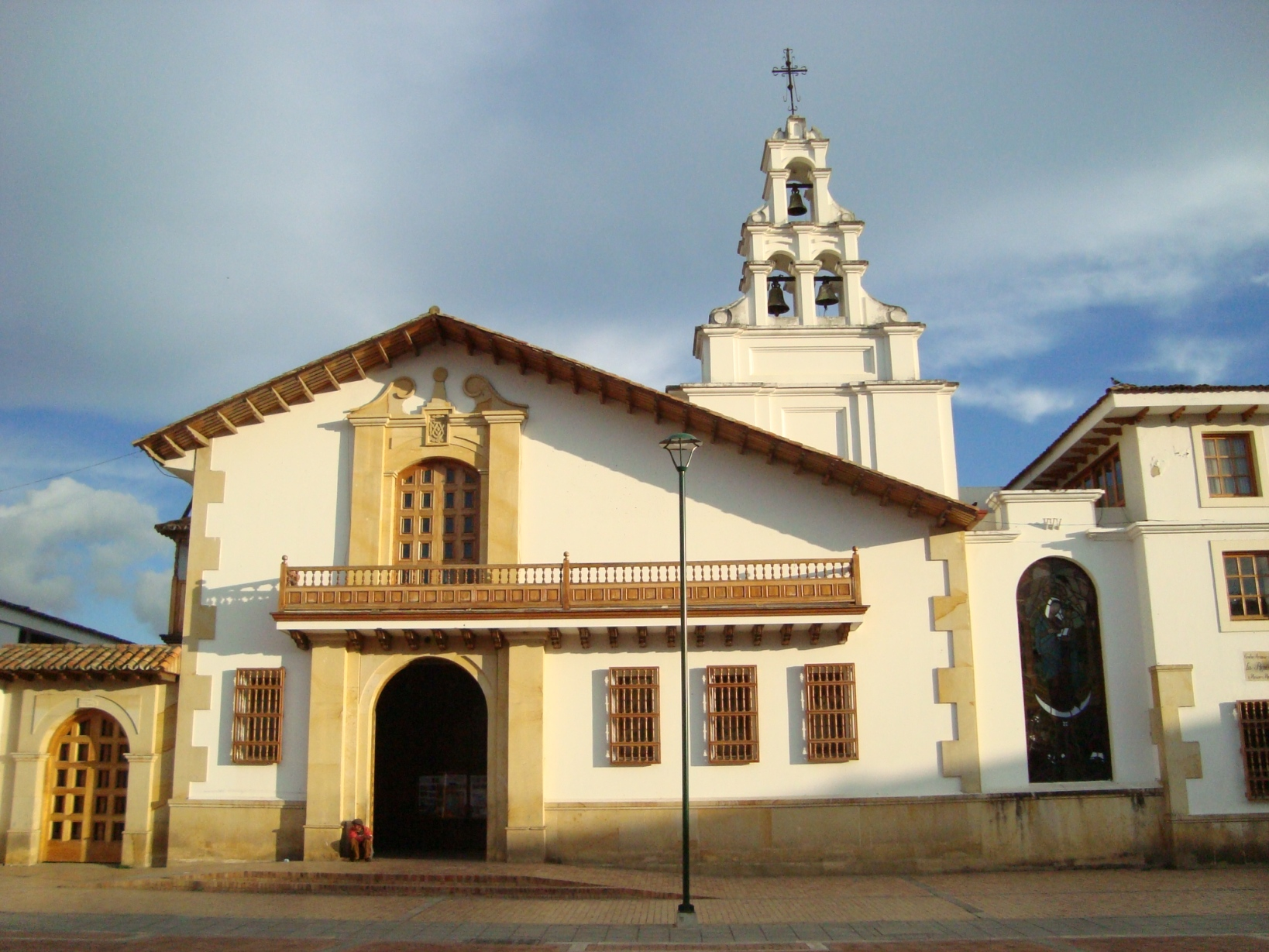
Chapelle dite de la rénovation où aurait eu le miracle de 1586.

Notre-Dame de Chiquinquirá ou Notre-Dame du Rosaire de Chiquinquirá est un vocable de la Vierge Marie populaire en Amérique latine. Plusieurs images sous ce vocable sont considérées comme miraculeuses par les catholiques, en particulier dans la basilique Notre-Dame-du-Rosaire de Chiquinquirá en Colombie ainsi que dans la basilique Notre-Dame-de-Chiquinquirá de Maracaibo au Venezuela. Elle est la patronne de la Colombie. La fête de cette dévotion est célébrée le 9 juillet.

## Histoire
En 1560, Antonio de Santane, originaire d'Espagne, obtient en Colombie une encomienda pour construire une maison dotée de différentes dépendances adaptées à l'administration des colons, des indigènes et des esclaves ; il construit aussi une chapelle pour les services religieux. Plus tard, le frère Andrés Jadraque arrive d'Espagne et pense nécessaire de placer dans la chapelle une toile ou une peinture de Notre Dame du Rosaire, vocable propagé par les dominicains, ordre auquel appartient le religieux. Un peintre espagnol, Alonso de Narváez, habitant dans la ville de Tunja (Boyacá) est chargé de peindre la Vierge du Rosaire avec saint Antoine de Padoue et saint André, le premier étant le patron de l'encomendero qui a commandé l'image, et le second, du frère qui avait demandé de le faire. L'image est peinte sur coton. L'année 1562, la peinture est placée dans la chapelle et y reste plus d'une décennie. La chapelle, qui possède un toit de chaume, se détériore en raison de l'humidité, au point que l'image est pratiquement effacée. La toile est en si mauvais état qu'elle est portée à Chiquinquirá où elle est laissée dans une pièce très rarement utilisée comme chapelle.
Une chronique élaborée l'année après les événements indique qu'en 1586, Maria Ramos, une femme du lieu, décide de réparer l'ancien oratoire sans réussir à faire réapparaître l'image du tableau. Tous les jours, elle prie et demande à la Vierge du Rosaire de se manifester. Le 26 décembre 1586, lorsque Maria Ramos sort de la chapelle, une femme indigène nommée Isabelle passe devant le bâtiment avec son petit garçon ; ce dernier remarque une grande lueur à l'intérieur de la chapelle : la peinture brillait et l'image avait été restaurée avec ses couleurs et son éclat d'origine, les trous et les rayures du tissu ayant disparu. Dès lors, on commence à invoquer l'image sous le nom de Notre-Dame du Rosaire de Chiquinquirá.
En 1587, Luis Zapata de Cárdenas, archevêque de Bogota ordonne l'édification d'une église qui commence en 1588 ; le 17 août de la même année, l'archevêque bénit la première pierre en présence du gouverneur Antonio González. L'image est placée sur l'autel en 1608 et le sanctuaire est confié à l'ordre des dominicains qui construisent un couvent gardant l'image jusqu'à aujourd'hui. Après un fort tremblement de terre, en 1785, les frères décident de construire une nouvelle basilique dans une autre partie de la ville et de transférer l'image de la Vierge. Cela provoque des protestations de la part des résidents de Chiquinquirá ; malgré tout, la nouvelle église est construite et l'image déplacée vers 1823. La dévotion populaire pour cette image se rencontre dans de nombreux événements, allant de la romería aux grands pèlerinages, à la musique populaire, aux événements historiques, à commencer par Simon Bolivar lui-même, qui non seulement reçoit les trésors et les bijoux de la peinture pour la campagne libératrice de la Nouvelle-Grenade mais se rend à plusieurs reprises à Chiquinquirá pour prier pour le succès de son entreprise. Enfin, le gouvernement de la République de Colombie décide en 1919 de consacrer le pays à la Vierge de Chiquinquirá en tant que reine et patronne du pays. Le 9 juillet 1919, le président Marco Fidel Suárez couronne la Vierge de Chiquinquirá comme reine de la Colombie lors d'une cérémonie tenue sur la place Bolívar, à Bogota, en présence du nonce apostolique (en) Enrico Gasparri et de plusieurs évêques. Le 3 juillet 1986, le pape Jean-Paul II visite le sanctuaire et prie pour la paix en Colombie.
À certaines occasions, l'image est transportée avec grande pompe jusqu'à Bogota (environ 120 km au sud) afin de demander à Dieu la fin de guerres, de catastrophes ou d'épidémies, comme le 9 juillet 1999, où l'on pria pour la paix. Lors de la visite du pape François en Colombie, l'image est transportée jusqu'à la cathédrale de l'Immaculée-Conception de Bogota.

## Vierge de Chiquinquirá au Venezuela

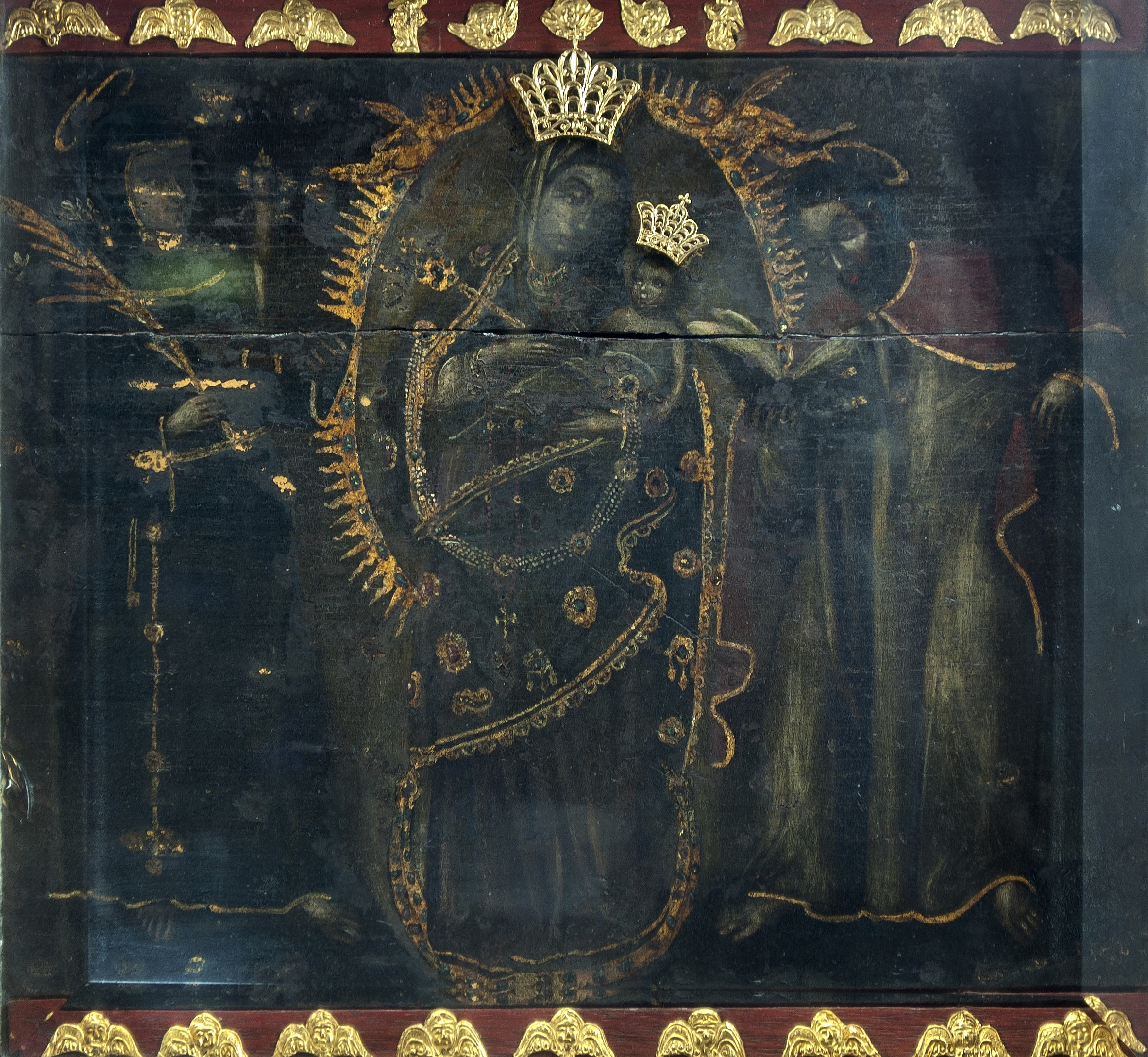
L'image considérée comme miraculeuse dans la basilique de Maracaibo

Au Venezuela, la tradition raconte qu'en 1709, une vieille lavandière (certainement mulâtre) nommée Maria Cárdenas, vivant à Maracaibo dans le quartier pauvre de El Saladillo (es), lave son linge dans le lac Maracaibo lorsqu'elle aperçoit une simple tablette en acajou flottant sur l'eau ; elle la ramasse pour s'en servir comme couvercle pour son pot d'eau. Au fil des jours, il lui semble reconnaître une image très floue à caractère religieux et place donc la tablette sur l'un de ses murs.
Le mardi 18 novembre 1709, alors qu'elle est absorbée par son travail, une série de coups se fait entendre à l'endroit où l'image est suspendue, mais elle ne va pas voir ce qui se passe. Cependant, la troisième fois, elle se dirige en direction du bruit et voit l'image de la Vierge de Chiquinquirá clairement visible sur le panneau de bois, et entouré d'une lumière brillante. L'image, appelée affectueusement Chinita par les vénézuéliens, se trouve actuellement dans la basilique Notre-Dame-de-Chiquinquirá. Une copie de la Vierge de Chiquinquirá dans la ville de Lobatera (État de Táchira) est aussi objet de vénération et de pèlerinages.
Actuellement, plusieurs auteurs locaux comme Norberto José Olivar et José del Prado, consacrent une grande partie de leur littérature au thème de la Vierge.